# Supercell (album)
Pour les articles homonymes, voir Supercell.
 (août 2013).
Si vous disposez d'ouvrages ou d'articles de référence ou si vous connaissez des sites web de qualité traitant du thème abordé ici, merci de compléter l'article en donnant les références utiles à sa vérifiabilité et en les liant à la section « Notes et références ».
Supercell est le premier album studio du groupe japonais supercell, sorti en 2009. 
La chanteuse principale n'est autre que la fameuse vocaloid 02, Hatsune Miku. La chanteuse virtuelle interprète ici l'intégralité des titres constituant l'album, c'est pour cela que sur la pochette de ce dernier on peut lire « Supercell feat. Hatsune Miku ».

## Listes des titres
1. Koi ha sensou
2. Heart Breaker
3. Melt feat
4. BLACK★ROCK SHOOTER
5. Kurukuru mark no sugoiyatsu
6. Line
7. THE WORLD IS MINE
8. Hajimeteno koi ga owarutoki
9. Usotsuki no Parade
10. Sono ichibyou Slow motion
11. Hinekuremono
12. Matane